# Russell T Davies
Russell T Davies, właśc. Stephen Russell Davies (ur. 27 kwietnia 1963) – walijski producent telewizyjny i scenarzysta. Twórca takich seriali jak Queer as Folk i The Second Coming, a także odpowiedzialny za odrodzenie jednego z najstarszych seriali science fiction, Doctor Who, i stworzenia jego spin-offu, serii Torchwood.

## Kariera
Davies urodził się w Swansea w Walii, gdzie uczył się w Olchfa School. Następnie studiował w Worcester College, na Oksfordzie.
Pracę w telewizji zaczął w programach młodzieżowych, w 1991 roku napisał scenariusz swojego pierwszego serialu science fiction Dark Season dla BBC One. Dwa lata później napisał scenariusz serialu sci-fi dla dzieci, Century Falls. W 1992 roku wyprodukował serię Children's Ward na ITV, która odbywa się w szpitalu.
W 1999 roku Channel 4 wyemitował jego serial Queer as Folk o grupie gejów mieszkających w Manchesterze pod koniec lat 90. To pierwszy serial, w którym głównymi bohaterami są geje i lesbijki. Amerykańska adaptacja powstała w 2000 roku.
W 2001 roku napisał serial Bob & Rose. W tym samym roku otrzymał tytuł „Autora roku” na British Comedy Awards. W 2003 roku stworzył serial The Second Coming, gdzie człowiek, który był zaginiony, twierdzi, że jest reinkarnacją Jezusa.
Wieloletni fan serialu Doktor Who, Russell T.Davies, przejął serię w 2003 roku, produkując ją z Philem Collinsonem i Julie Gardner w Cardiff, a odcinki wyemitowano w 2005 roku. Przedstawił wiele postaci i w tym samym roku stworzył spin-off, Torchwood. Stworzył także spin-off Przygody Sary Jane. W 2006 roku Doctor Who otrzymał nagrodę British Academy Television dla najlepszego serialu dramatycznego, a dwa odcinki otrzymały nagrodę Hugo w 2006 i 2007 roku.
Jest oficerem Orderu Imperium Brytyjskiego od 2008 roku.
W 2015 roku stworzył potrójną serię Cucumber, Banana, Tofu. Cucumber skupia się przeżywającej kryzys parze mężczyzn po pięćdziesiątce z Manchesteru. Banana skupia się na młodszych, drugoplanowych postaciach LGBT z Cucumber, w formacie 8x20 minut. Tofu to seria filmów dokumentalnych trwających około 8x10 minut na różne tematy LGBT (takie jak coming out): przeprowadzane są tam wywiady z anonimowymi osobami i aktorami serialu.

## Filmografia

### Scenarzysta
- 1988-1989: On the Waterfront
- 1990: Breakfast Serials
- 1991: Dark Season
- 1992: ChuckleVision
- 1993: Century Falls
- 1993: Cluedo
- 1994: The House of Windsor
- 1994: Children's Ward
- 1994-1995: Revelations
- 1996: Springhill
- 1997: Touching Evil
- 1997: Coronation Street: Viva Las Vegas!
- 1997-1998: The Grand
- 1999-2000: Queer as Folk UK
- 2000-2005: Queer as Folk US
- 2001: Bob & Rose
- 2001: Linda Green
- 2003: The Second Coming
- 2004: Mine All Mine
- 2005-2009: Doktor Who
- 2005: Casanova
- 2005: Children in Need Special (krótki metraż)
- 2006-2011: Torchwood
- 2007-2010: Przygody Sary Jane
- 2008: Doctor Who: Music of the Spheres (krótki metraż)
- 2008: Screenwipe
- 2009: Doctor Who at the Proms (film telewizyjny)
- 2009: Tonight's the Night
- 2012-2013: Czarodzieje kontra Obcy
- 2013: Łódka starego Jacka
- 2015: Cucumber
- 2015: Banana
- 2016: Tofu (serial dokumentalny)
- 2016: A Midsummer Night's Dream (film telewizyjny)
- 2018: Skandal w angielskim stylu
- 2019: Rok za rokiem
- 2023-: Doktor Who[3][4][5]

### Producent
- 1992: Children's Ward
- 1999-2000: Queer as Folk (koproducent)
- 2001: Bob & Rose (koproducent)
- 2003: The Second Coming
- 2005: Doctor Who: A New Dimension (dokument)
- 2005: Casanova
- 2005-2010: Doktor Who
- 2005-2010: Doctor Who Confidential (serial dokumentalny)
- 2005: Doctor Who: Attack of the Graske (gra komputerowa)
- 2006: Tardisodes
- 2006-2011: Torchwood
- 2006-2009: Torchwood bez tajemnic (serial dokumentalny)
- 2007-2010: Przygody Sary Jane
- 2007: Totally Doctor Who (mini serial dokumentalny)
- 2007: Poszukiwanie nieskończoności (animowany film telewizyjny związany z Doktor Who)
- 2008: Doctor Who: Music of the Spheres (krótki metraż TV)
- 2009: Doctor Who at the Proms (film telewizyjny)
- 2009: Doctor Who Greatests Moments (mini serial dokumentalny)
- 2009: Doctor Who: Dreamland
- 2010: SJA: Alien Files
- 2011: Torchwood: Web of Lies
- 2012-2013: Czarodzieje kontra Obcy
- 2015: Cucumber
- 2015: Banana
- 2016: Tofu (serial dokumentalny)
- 2016: A Midsummer Night's Dream (film telewizyjny)
- 2018: Skandal w angielskim stylu
- 2019: Rok za rokiem